# Lance Pugh
Lancelot Irons „Lance“ Pugh (* 1919 in Oshawa; † 26. Dezember 1999 in Markham (Ontario)) war ein kanadischer Radrennfahrer.

## Sportliche Laufbahn
Pugh war im Straßenradsport und im Bahnradsport aktiv. Er war Teilnehmer der Olympischen Sommerspiele 1948 in London. Im olympischen Straßenrennen schied er aus. Das kanadische Team mit Lorne Atkinson, Florent Jodoin, Lance Pugh und Laurent Tessier kam nicht in die Mannschaftswertung.
In der Mannschaftsverfolgung schied der Bahnvierer Kanadas mit Lorne Atkinson, William Hamilton, Lance Pugh und Laurent Tessier in den Vorläufen aus.